# Padiglione dell'Esprit Nouveau
Il Padiglione de l’Esprit Nouveau fu un edificio espositivo temporaneo progettato da Le Corbusier e Pierre Jeanneret in occasione dell’Exposition International des Arts Décoratifs et Industriels Modernes, Esposizione internazionale di arti decorative e industriali moderne di Parigi del 1925.
Nel 1977 è stata costruita a Bologna una replica fedele all'originale.

## Storia
Il Padiglione dell'Esprit Nouveau fu realizzato a seguito di un progetto del 1922 che mirava a trovare un punto di equilibrio tra alta densità urbana e qualità delle abitazioni (l'Immeuble-Villa), ed era il prototipo a scala reale di un alloggio standardizzato, composto da elementi prodotti in serie, vi era annesso un diorama dove venivano visualizzate le proposte urbanistiche per una nuova città e un piano per il centro storico di Parigi, che proponeva l'abbattimento della città vecchia per fare posto a spazi verdi e grattacieli.
I due progetti furono quindi uniti da Le Corbusier, per creare un padiglione temporaneo per l’Esposizione Internazionale delle Arti Decorative, tenutasi a Parigi nel 1925, al posto di quella programmata per il 1915 e spostata a causa dello scoppio della prima guerra mondiale.
In un primo momento il padiglione dell'Esprit Nouveau fu escluso dall'esposizione con il pretesto della mancanza di posto disponibile, tuttavia fu costruito comunque, seppur in una zona periferica.
In stile purista, gli organizzatori lo giudicarono negativamente, tanto da volerlo nascondere  al pubblico con una palizzata alta sei metri, ma grazie all'intervento del ministro per l’Educazione nazionale, conosciuto attraverso Gertrude Stein, il padiglione viene  restituito alla vista. 
La costruzione di Le Corbusier difatti era un affronto diretto alla nazione ospitante, in quanto esplicito disconoscimento dell’art déco, che invece l’Expo celebrava.

## Descrizione
Padiglione Esprit Nouveau era un edificio diviso in due parti,  costituito da una "cellula tipo" ,  ovvero un prototipo di unità abitativa urbana "Immeubles Villas", e di un "Diorama", una "rotonda", spazio dedicato all’esposizione di progetti ed enunciati teorici. 
Il padiglione è un modulo abitativo che trova la sua ragione solo in una prospettiva urbanistica: non una casa unifamiliare isolata, ma un blocchetto che si inserisce negli Immeubles villas che circondano il centro cittadino lasciato ai grattacieli.

Le Corbusier, Modello del Plan Voisin mostrato al diorama, Padiglione dell'Esprit Nouveau,1925, Parigi.

- Il Padiglione era costituito da una scatola geometrica bianca, attraversata al centro da un albero e arredata con mobili di produzione industriale. La pianta a forma a "L" racchiude un ampio terrazzo, per dare a ciascun abitante una casa con un grande spazio all’aperto, affacciato sul verde della corte. Il padiglione si proponeva come modulo abitativo da inserire in una rinnovata prospettiva urbanistica, esplicitata nel vicino diorama.
- Il Diorama era una struttura adiacente concepita per visualizzare una sintesi dei migliori progetti dell'Atelier Le Corbusier tra il 1920 e il 1925, insieme a due concetti visionari di Le Corbusier inerenti al rinnovamento urbano: la "città per tre milioni di abitanti" e il "Plan Voisin de Paris Ville Immeuble".[2]

## Il padiglione di Bologna
Nel 1977 è stato ricostruito a Bologna il padiglione dell’Esprit Nouveau, dagli architetti Giuliano Gresleri e José Oubrerie, replica fedele in ogni dettaglio dell’edificio ideato da Le Corbusier, a pochi passi dalle Torri di Kenzo Tange, nell’area verde di fronte all’ingresso di BolognaFiera, ed è vincolato dal Comune come “Edificio di interesse storico architettonico del moderno”.
L’idea della ricostruzione venne agli architetti bolognesi Giuliano e Glauco Gresleri e a José Oubrerie, uno dei collaboratori del maestro franco-svizzero, che incontrarono nel 1965, iniziando il percorso che porterà alla costruzione del padiglione. La realizzazione avvenne in soli 3 mesi, con il pieno consenso della Fondazione Le Corbusier, nonostante alcune scelte di materiali e soluzioni tecnologiche, che non hanno però pregiudicato la fedeltà al prototipo.
Utilizzato come spazio espositivo, ha ospitato svariate mostre in occasione di Artefiera Bologna che si svolge proprio nei locali di fronte allo spazio progettato dall’illustre architetto.